# 坎甘達拉國家公園
坎甘達拉國家公園（葡萄牙語：Parque Nacional da Cangandala），是安哥拉的國家公園，位於該國北部馬蘭哲省，處於馬蘭哲附近，成立於1970年6月25日，面積600平方公里，每年平均降雨量1,350毫米。